# Gőzkompressziós hűtőgép

Egyszerű kompresszoros hűtőgép vázlata

A gőzkompressziós hűtőgép a számos hűtést megvalósító berendezések egyike. Ezt használják leggyakrabban a háztartási hűtőgépekben, az élelmiszerek raktározására szolgáló hűtőházakban, az épületek és gépkocsik légkondicionáló berendezéseiben, a hűtőkocsikban és hűtővagonokban, jégpályáknál és más kereskedelmi és ipari célokra: az olajfinomítókban, a vegyiparban, földgáz cseppfolyósításánál.
Hűtésen egy zárt tér hőmérsékletének csökkentését értjük, úgy, hogy hőt vonunk el belőle és ezt a hőt más helyen leadjuk. Az ilyen működést megvalósító gépet hőszivattyúnak is lehet nevezni. Azokat a hőszivattyúkat, melyeknél a cél egy zárt tér lehűtése, hűtőgépnek, azokat pedig, ahol egy zárt tér fűtése a cél, hőszivattyúnak hívják a gyakorlatban.

## A hűtőgép működése
A gőzkompressziós hűtőgép zárt rendszerben cirkuláltat hűtőközeget, mely hőt vesz fel a hűtendő térből és más helyen leadja azt. Az ábrán egy tipikus egyfokozatú hűtőgép elvi vázlata látható. Minden ilyen gépnek négy fő eleme van, az 1. kondenzátor, a 2. fojtás, a 3. elpárologtató hőcserélő és a 4. kompresszor. A hűtőközeg nedves gőz halmazállapotban lép be a kompresszorba, mely megnöveli nyomását és hőmérsékletét is. A forró, nagynyomású gőz a kompresszorban túlhevített gőzzé válik. A kompresszor után a túlhevített gőz a kondenzátorba jut. A kondenzátor egy speciális hőcserélő, ahol hűtőlevegővel vagy hűtővízzel lehűtik és lecsapatják a gőzt. A kondenzátorban vagy egy csőkígyón vagy több párhuzamos csövön vezetik keresztül a hűtőközeget, amely leadja víznek vagy levegőnek a rendszertől elvont hőt.
A lekondenzált, folyékony halmazállapotú hűtőközeget egy fojtáson (kis méretű furattal rendelkező csőszűkítőn, kapilláriscsövön, vagy szabályozható fojtószelepen) vezetik keresztül. A fojtásban adiabatikus állapotváltozás megy végbe: a folyékony hűtőközeg nyomása hirtelen lecsökken, egy része elpárolog és a hűtendő tér hőmérsékleténél alacsonyabb hőmérsékletre hűl le. (Ez a jelenség hasonló ahhoz a jól ismert folyamathoz, ami egy szódavizes palackhoz használt szén-dioxid patron átfúrásakor észlelhető: a patron hirtelen annyira lehűl, hogy a kiömlés környékén a levegő páratartalma dér formájában megfagy.) Az elpárologtató a cirkuláló hűtőközegnek átadja a hűtendő térből elvont hőt, melyet majd a kondenzátorban a külső környezet felé vezetődik el. A hűtő körfolyamat befejeződéseként az elpárologtatóból telített hűtőközeg-gőz távozik és lép be újra a kompresszorba, majd az egész folyamat megismétlődik.

### Hűtőközegek
Az első megvalósított hűtőgépek ammóniát (NH3) használtak, ez a hűtőközeg ma is elterjedt nagy hűtőrendszerekben. Később alkalmaztak propánt (C3H8), metilkloridot (CH3Cl) kén-dioxidot (SO2), és több más vegyületet. A Freon vegyületcsalád a halogénezett szénhidrogének kereskedelmi neve, melyet a DuPont cég kezdett gyártani majd általánosan elterjedt a hűtőgépiparban kiváló tulajdonságai miatt. Ilyenek többek között a Freon-12 difluor-diklór-metán (CF2Cl2), a Freon-11 trifluor-klór-metán (CF3Cl), vagy a Freon-2 Fluor-diklór-metán (CHFCl2). A freonokat (vagy CFC-ket) széles körben használták kiváló stabilitásuk és biztonságos használhatóságuk miatt: nem gyúlékonyak, kevésbé mérgezőek mint azok a hűtőközegek, amelyeket felváltottak. Később derült ki, hogy egy tulajdonságuk igen veszélyessé vált: ha a freon megszökött, a felső atmoszférába jutva klórtartalmuk erősen rombolta az ózonréteget, mely a Nap erős ibolyántúli sugárzásától védi a föld felszínét. A klóratomok katalizátorként elősegítik az ózon lebomlását. A klór mindaddig aktív katalizátor marad, amíg egy másik atommal kötésbe nem lép és stabil molekulát nem alkot.
A CFC hűtőközegek ma is gyakoriak hűtőgépekben, de egyre csökken mennyiségük. Újabb és kevésbé környezetszennyező hűtőközegek a hidrokloro-fluorokarbonok (HCFC), ilyen például az R-22, melyet a legtöbb mai háztartási hűtőszekrényben használnak és a HFC-k (például az R134a) amelyek a gépkocsikban terjedtek el; ezek felváltották a korábbi CFC-ket. A montreali egyezmény a HCFC-ket is a fokozatosan kivonandó anyagok listájára helyezi, ezeket HFC-kkel (hidrofluor-karbon) fogják helyettesíteni, például R-410A-val, mely már nem tartalmaz klórt.
Napjainkban a szub- és szuperkritikus szén-dioxid is egyre inkább elterjedőben van hűtőközegként, melyet R-744-gyel jelölnek.

## A rendszer termodinamikai analízise

A gőzkompressziós hűtőgép körfolyamata a T-s diagramban

A termodinamikai körfolyamat jól követhető az entrópia-hőmérséklet diagramban. A folyamat az 1 pontból indul, ahol a közeg a po nyomáson telített gőz állapotban van. Az 1-2 folyamat adiabatikus kompresszió, mely a kompresszorban játszódik le. Ideális esetben ennek az állapotváltozásnak a képe a diagramban függőleges egyenes (izentropikus kompresszió), valóságban azonban az állapotváltozás irreverzibilis, az entrópia mindig növekszik, ezért a görbe jobb felé kissé elhajlik. A 2-5 folyamatok a kondenzátorban zajlódnak le: a 2-3 folyamat a túlhevítési hő elvonása, a 3. pontban a gőz eléri a telítettségi állapotot a p nyomáson. A 3-4 folyamat során a hőmérséklet nem változik, egyre több gőz csapódik le, a 4. pontban folyadék állapot alakul ki. A 4-5 szakasz a kondenzátorban a folyékony hűtőközeg esetleges utóhűtése, majd az 5-6 folyamat a fojtásos állapotváltozás, ez hirtelen nyomásesést jelent, melynek végén a közeg po nyomásra expandál, a folyadék egy része (mintegy a fele) hirtelen elpárolog és a közeg nedves gőz állapotba kerül, ez a folyamat izentalpikus, vagyis a folyamat közben az entalpia nem változik. Végül a 6-1 folyamat során az elpárologtatóban hőt vesz fel a közeg a hűtendő térből állandó hőmérsékleten és nyomáson, miközben a gőz nedvességtartalma állandóan csökken. Ekkor a közeg a körfolyamat kiindulási pontjára, az 1. állapotba jut vissza és a folyamat kezdődik elölről. Természetesen a fent leírtak ideális közegre vonatkoznak, a valóságos folyamatok kismértékben eltérnek ettől.